# Györgyné Rozgonyi
Györgyné Rozgonyi (ur. 1906, zm. 1993) – węgierska florecistka, dwukrotna medalistka mistrzostw świata.
Podczas mistrzostw świata w Lozannie w 1935 roku (oficjalnie zawody tego cyklu rozgrywane są pod tą nazwą dopiero od 1937) Węgierki w składzie: Erna Bogáti, Ilona Elek, Margit Elek, Györgyné Rozgonyi i Ilona Vargha zdobyły złoty medal we florecie drużynowym. W tej samej konkurencji zdobyła ponadto złoty medal na mistrzostwach świata w Paryżu dwa lata później. 
Nigdy nie wzięła udziału w igrzyskach olimpijskich.